# 奈良交通吉野営業所

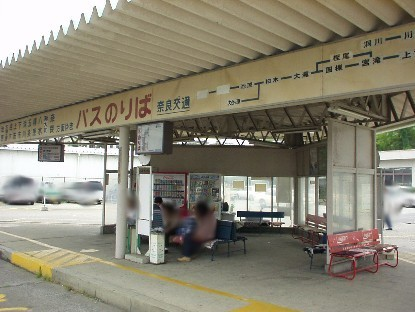
2009年3月1日までの大淀バスセンター

奈良交通吉野営業所（ならこうつうよしのえいぎょうしょ）は、奈良県吉野郡大淀町檜垣本に所在した奈良交通の営業所。最寄りバス停留所は「大淀バスセンター」。主に大和八木駅、下市口駅、大和上市駅を発着する路線を担当していた。葛城営業所へ統合される形で廃止され、営業所廃止後は葛城営業所吉野車庫として存続している。

## 沿革
- 1965年8月： 大淀バスセンターが開設される。
- 2009年3月： 改修工事開始。
- 2009年4月： 改修工事完了。待合所が新装。
- 2012年10月1日: 葛城営業所へ統合される形で消滅。

## 周辺
- 近鉄下市口駅
- 近鉄越部駅
- 大淀町役場
- 国道169号線

## 統合前に撤退・廃止した路線

### 南大和ニュータウン線
- 29：下市口駅 - 土田（つった） - 南大和三丁目
  - 2006年10月1日、八木下市線に編入され、運行区間が八木駅 - 橿原神宮駅東口 - 南大和三丁目 - 土田 - 大淀バスセンター - 下市口駅 - 岩森（下市温泉）に拡大された。また系統番号も222系統に変更された[1]。

### 入之波線
- 湯盛温泉杉の湯 - 入之波温泉
  - 2006年10月1日廃止[1]。

全区間で自由乗降が設定されていた。かつては、柏木営業所が担当し柏木から入之波を経由して筏場まで運行していたが、その後入之波 - 筏場間が廃止された。柏木営業所の閉鎖に伴い北山営業所に移管、その北山営業所も閉鎖となり、末期は午前便は南紀営業所、午後便は吉野営業所担当であった。北山営業所廃止頃に入之波は入之波温泉と改称、奈良川上線の乗り継ぎが大滝から変更された頃から柏木線と統合され、湯盛温泉杉の湯 - 入之波温泉の運行となった。廃止後は川上村のコミュニティバス『やまぶきバス』が運行している。

### 杉の湯柏木線
- 湯盛温泉杉の湯 - 柏木
  - 2006年10月1日廃止[1]。

### 黒滝線
- 岩森→才谷→赤滝
- 寺戸→才谷→岩森
- 中戸 - 堂原 - 黒滝案内センター
- 赤滝 - 中戸 - 黒滝案内センター
  - 2006年10月1日廃止[1]

全区間で自由乗降が設定されていた。

## 大淀バスセンター
当営業所内にはバスターミナル「大淀バスセンター」が併設されている。

### バス乗り場
- 1番乗り場
  - [51]八木駅行（畑屋口、橿原神宮駅東口、小房、医大病院前経由）
  - [52]八木駅行（南大和ニュータウン、橿原神宮52番乗り場時刻表示東口、小房、医大病院前経由）
- 2番乗り場
  - [51][52]下市口駅行
- 3番乗り場
  - [急行] 洞川温泉行（途中停車は下市口駅、黒滝案内センター、天川川合、天川川合より終点まで各停）- 運休期間あり
  - [2]洞川温泉行（下市口駅、下阪、黒滝案内センター経由）
- 奈良交通の路線のほか、大淀町ふれあいバスが大淀町各地に向け発着している。